# آشاکوجایاتاک (سیریک)
آشاکوجایاتاک (ترکی استانبولی: Aşağıkocayatak) یک محله در ترکیه است که در ناحیهٔ سریک، آنتالیا واقع شده است. جمعیت این محله تا سال ۲۰۲۲ برابر با ۱۵۳۰ نفر بوده است.